# Olympische Winterspiele 1964/Teilnehmer (Tschechoslowakei)
| Gelbes Symbol für Goldmedaillen mit stilisierten Olympischen Ringen | Graues Symbol für Silbermedaillen mit stilisierten Olympischen Ringen | Braundes Symbol für Bronzemedaillen mit stilisierten Olympischen Ringen |
| ------------------------------------------------------------------- | --------------------------------------------------------------------- | ----------------------------------------------------------------------- |
| —                                                                   | —                                                                     | 1                                                                       |

Die Tschechoslowakei nahm an den IX. Olympischen Winterspielen 1964 im österreichischen Innsbruck mit einer Delegation von 46 Athleten in acht Disziplinen teil, davon 36 Männer und 10 Frauen. Mit einer Bronzemedaille, die von der Eishockeymannschaft gewonnen wurde, erreichte die Tschechoslowakei den 13. Rang im Medaillenspiegel.
Fahnenträger bei der Eröffnungsfeier war der Skispringer Josef Matouš.

## Teilnehmer nach Sportarten

### Eishockey
Männer
| - Vladimír Dzurilla - Vladimír Nadrchal - Rudolf Potsch - František Tikal - František Gregor - Stanislav Sventek - Ladislav Šmíd - Vlastimil Bubník - Jaroslav Walter | - Miroslav Vlach - Jiří Dolana - Jiří Holík - Josef Černý - Stanislav Prýl - Jozef Golonka - Jaroslav Jiřík - Jan Klapáč |

- Bronze

### Eiskunstlauf
Männer
- Karol Divín
4. Platz (1862,8)

- Ondrej Nepela
22. Platz (1590,1)

Frauen
- Hana Mašková
15. Platz (1714,8)

- Jana Mrázková
25. Platz (1646,4)

Paare
- Milada Kubíková & Jaroslav Votruba
10. Platz (88,9)

- Agnesa Wlachovská & Peter Bartosiewicz
9. Platz (91,8)

### Eisschnelllauf
Männer
- Oldřich Teplý
500 m: 32. Platz (43,2 s)
1500 m: 32. Platz (2:17,9 min)
5000 m: 33. Platz (8:25,6 min)

Frauen
- Jarmila Šťastná
500 m: 27. Platz (52,0 s)
1000 m: 27. Platz (1:45,8 min)
1500 m: 29. Platz (2:42,9 min)

### Nordische Kombination
- Josef Kutheil
Einzel (Normalschanze / 15 km): 21. Platz (370,36)

- Štefan Olekšák
Einzel (Normalschanze / 15 km): 13. Platz (409,78)

- Miloslav Švaříček
Einzel (Normalschanze / 15 km): 24. Platz (358,88)

### Rennrodeln
Männer, Einsitzer
- Jan Hamřík
10. Platz (3:34,37 min)

- Jiří Hujer
24. Platz (3:53,40 min)

- Horst Urban
12. Platz (3:34,50 min)

- Roland Urban
erster Lauf nicht beendet

Männer, Doppelsitzer
- Jan Hamřík, Jiří Hujer
8. Platz (1:45,41 min)

- Horst Urban, Roland Urban
12. Platz (2:11,70 min)

Frauen
- Hana Nesvadbová
9. Platz (3:36,10 min)

- Oldřiška Tylová
6. Platz (3:32,76 min)

### Ski Alpin
Männer
- Radim Koloušek
Abfahrt: 39. Platz (2:31,34 min)
Riesenslalom: 55. Platz (2:14,70 min)
Slalom: in der Vorrunde ausgeschieden

- Anton Šoltýs
Riesenslalom: 48. Platz (2:10,79 min)
Slalom: im Finale disqualifiziert

### Skilanglauf
Männer
- Ladislav Hrubý
15 km: 29. Platz (55:44,9 min)
30 km: 33. Platz (1:41:04,8 h)
50 km: 23. Platz (3:00:35,4 h)

- Štefan Harvan
30 km: 26. Platz (1:39:05,2 h)
50 km: 22. Platz (2:59:33,3 h)

Frauen
- Eva Břízová
5 km: 26. Platz (20:48,2 min)
10 km: 29. Platz (47:56,0 min)
3 × 5 km Staffel: 6. Platz (1:08:42,8 h)

- Eva Paulusová-Benešová
5 km: 22. Platz (20:24,7 min)
10 km: 21. Platz (46:31,2 min)
3 × 5 km Staffel: 6. Platz (1:08:42,8 h)

- Jarmila Škodová
5 km: 25. Platz (20:46,1 min)
10 km: 27. Platz (47:40,3 min)
3 × 5 km Staffel: 6. Platz (1:08:42,8 h)

### Skispringen
- Zbyněk Hubač
Normalschanze: 30. Platz (196,8)
Großschanze: 19. Platz (201,9)

- Josef Matouš
Normalschanze: 4. Platz (218,2)
Großschanze: 22. Platz (200,3)

- Dalibor Motejlek
Normalschanze: 19. Platz (202,5)
Großschanze: 10. Platz (208,8)